# Hippos

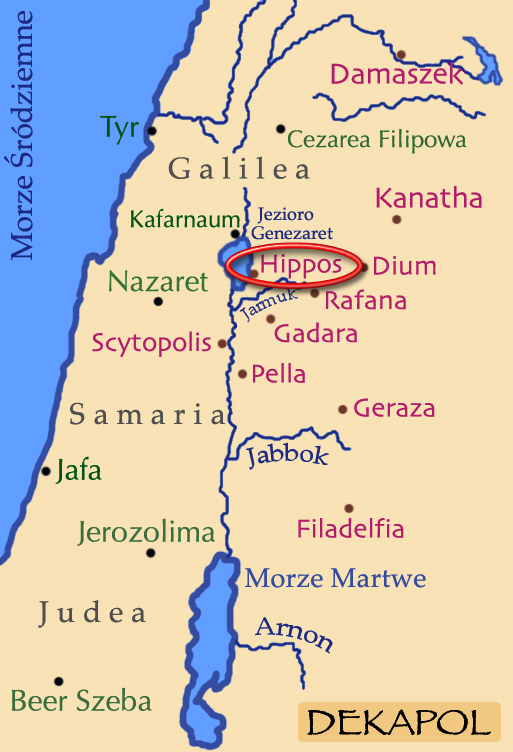
Hippos w Dekapolu

Hippos, Susita (arab. قلعة الحصن, Qal'at el-Husn, hebr. סוסיתא, Sussita, gr. Αντιόχεια του Ίππου, Antiochia Hippos) – stanowisko archeologiczne w północno-wschodnim Izraelu. Znajduje się na płaskim szczycie u podnóża Wzgórz Golanu, 350 m powyżej poziomu Jeziora Galilejskiego, 2 km na wschód od kibucu En Gew.
Pomiędzy III w. p.n.e. a VII w. n.e. Hippos było miastem, najpierw helleńskim, a następnie rzymskim. Otoczone murami, kontrolowało niewielki port na brzegu Genezaretu i okoliczne terytorium. Było jednym z dziesięciu miast należących do tzw. wspólnoty Dekapolu.
Dla patrzących z płaskowyżu w pewien sposób przypominać musiało głowę i szyję końską. Pierwsi greccy osadnicy nawiązując do tego podobieństwa nazwali swe miasto Hippos, z grecka koń. Lokalna aramejska i hebrajska nazwa ma to samo znaczenie. Arabskie Qal'at el-Husn to tyle co Twierdza konia. Inne używane w starożytności nazwy to Hippus oraz zlatynizowane greckie Hippum.

## Historia

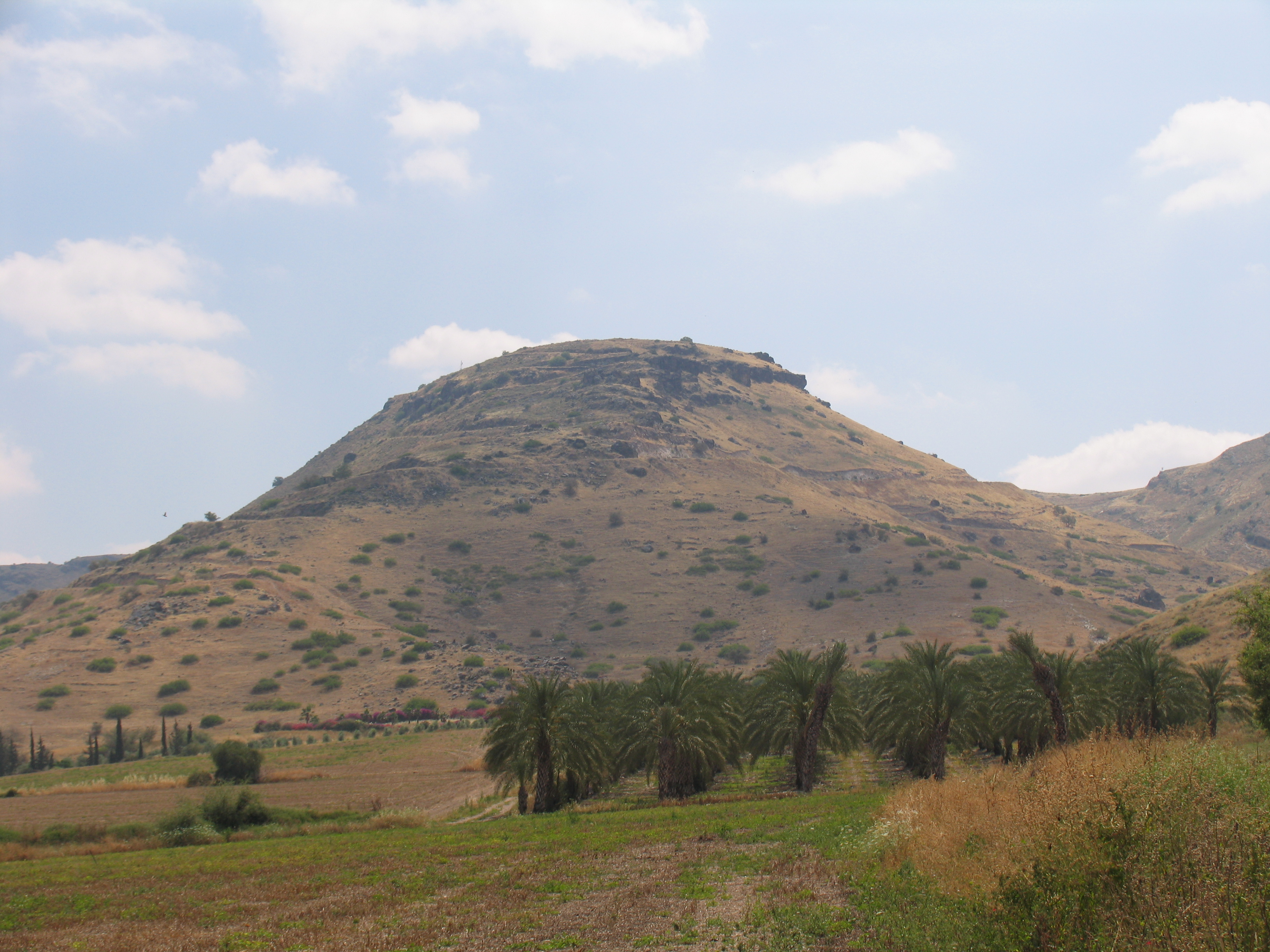
Hippos widziane od strony Genezaret

### Okres hellenistyczny
Prawdopodobnie wzgórze było zasiedlone znacznie wcześniej przed założeniem helleńskiego miasta. Grecka kolonia powstała w połowie III w. p.n.e. W okresie tym Celesyria była miejscem, w którym ścierały się ze sobą dwie dynastie, spadkobierczynie imperium Aleksandra Wielkiego: Ptolemeusze i Seleucydzi. Hippos musiało być jedną z twierdz granicznych państwa Seleucydów. Pełna grecka nazwa miasta Antiochia Hippos (gr. Αντιόχεια του Ίππου) wskazuje na fundację seleudzką.
Gdy Seleucydzi opanowali Celesyrię, Hippos urosło do rangi pełno prawnego polis, miasta-państwa, które dominowało nad przyległym terytorium. Antiochia Hippos posiadała wszystkie charakterystyczne dla tego systemu instytucje miejskie: świątynię, centralny plac targowy i inne. Mały dostęp do wody znacznie ograniczył możliwości rozwojowe hellenistycznego Hippos. Mieszkańcy zaopatrywali się w wodę, gromadząc ją w cysternach w porze deszczowej. Miasto nie mogło sobie pozwolić na zwiększenie liczby ludności.

### Okres hasmonejski
Powstanie Machabeuszów doprowadziło do wyłonienia się z ogromnego konglomeratu imperium seleudzkiego Państwa Hasmoneuszy w roku 142 p.n.e. W latach 83-80 Aleksander Janneusz przewodził kampanii, której celem była konkwista Hippos. Jak podaje żydowski historyk Józef Flawiusz, Aleksander zmusił mieszkańców do przejścia na judaizm i do obrzezania się.

### Okres rzymski
W roku 63 rzymski generał Pompejusz podbił Celesyrię wraz z Judeą, przyczyniając się do upadku Państwa Machabeuszów. Powołał on do istnienia twór jednoczący blisko dziesięć miast o greckim rodowodzie – sławną Dekapolis. Hippos stało się jednym z owych dziesięciu miast. Pod panowaniem rzymskim miasto zaczęło cieszyć się szczególną autonomią. Bito m.in. własną monetę z wyobrażeniem konia, dla uczczenia nazwy miasta.

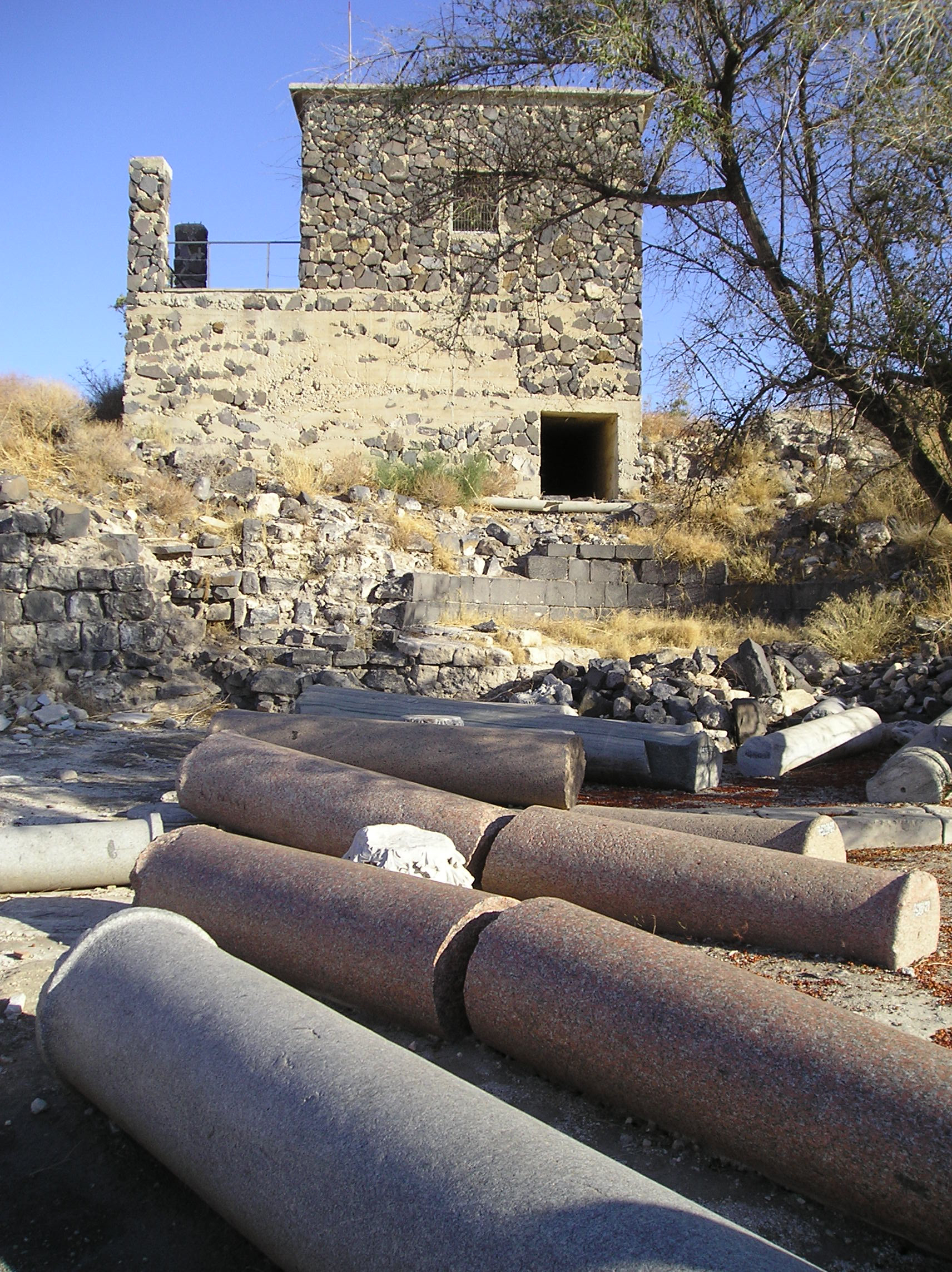
Kolumny i strażnica wojskowa

Hippos przypadło Herodowi Wielkiemu w 37 r. p.n.e., by następnie zostać wcielone do prowincji syryjskiej Cesarstwa Rzymskiego w 4 p.n.e. Józef Flawiusz charakteryzuje Hippos z tego okresu jako miasto pogańskie, które było zaciętym wrogiem rozwijającej się po drugiej stronie Morza Galilejskiego żydowskiej Tyberiady. W czasie wojny żydowskiej (66-73) miasto prześladowało swoich żydowskich mieszkańców. Niektórzy Żydzi z Susity wzięli udział w ataku na Magdalę i na inne punkty oporu. Samo Hippos przynajmniej raz upadło pod naporem rebelii.
Po upadku Powstania Bar Kochby w 135, Rzymianie utworzyli prowincję Palestynę, na której terytorium znalazło się Hippos. To od tego momentu rozpoczął się okres największego rozwoju miasta. Miasto zostało przebudowane według wzorców rzymskich (linia Decumanus). Ulice wyznaczały szeregi przywiezionych z Egiptu czerwonych granitowych kolumn. Wiązało się to z nie lada wydatkiem i świadczy o zamożności miasta w tym okresie. Wzniesiono świątynię ku czci imperatora, teatr i nowe obwarowania. Najważniejszą konstrukcją był akwedukt, którym wodę doprowadzano kamiennymi rurami do Hippos ze źródeł znajdujących się na Płaskowyżu Golańskim, w odległości 50 km od miasta. Woda zbierana w ogromne podziemne cysterny, pozwalała na utrzymanie stosunkowo dużej liczby mieszkańców miasta.

### Okres bizantyjski

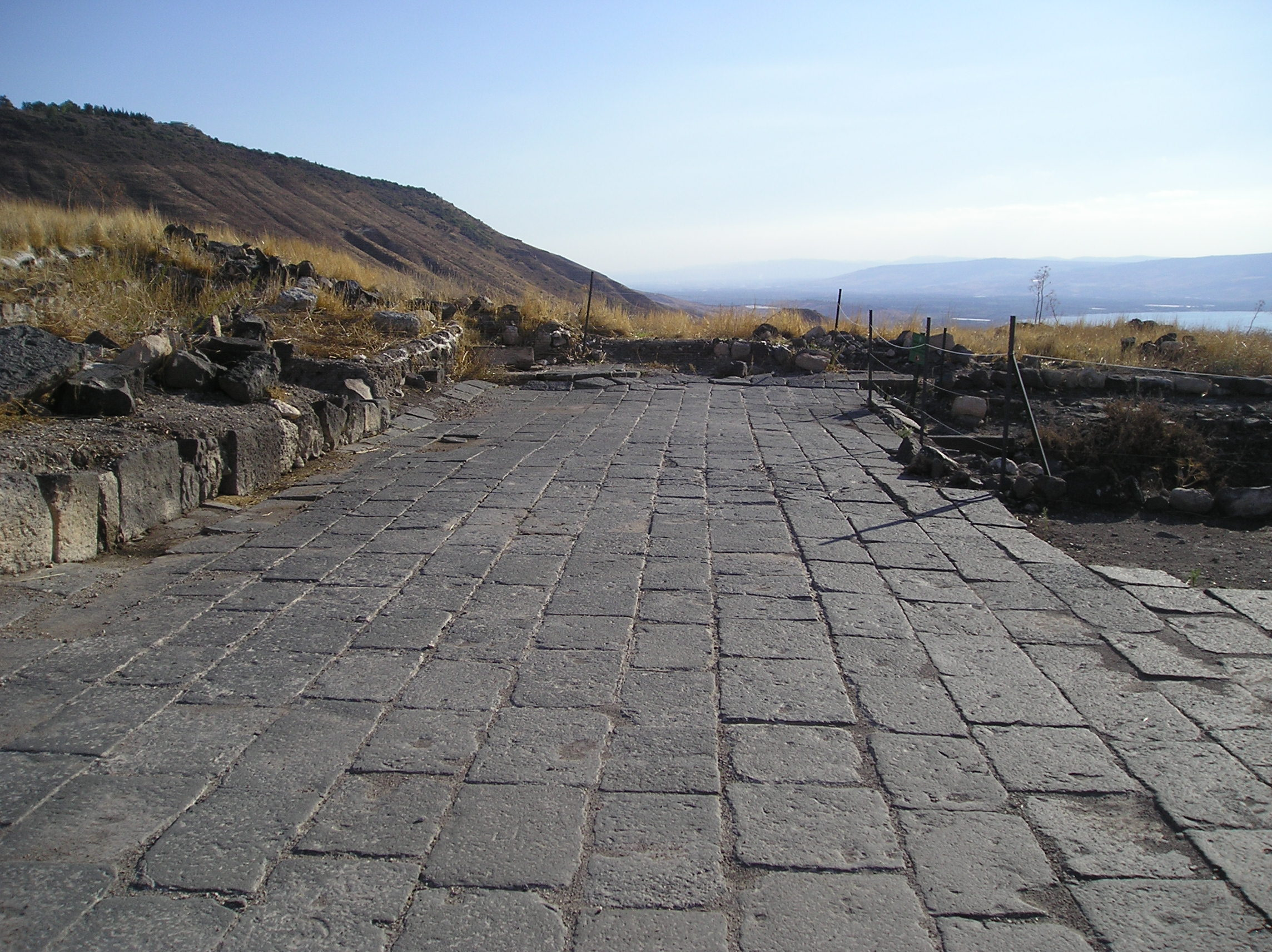
Fragment bizantyjskiej brukowanej ulicy

W czasach Dioklecjana Hippos znalazło się w prowincji Palestina Secunda, obejmującej Galileę i Golan. Gdy chrześcijaństwo stało się religią dozwoloną w Cesarstwie Rzymskim, Palestyna stała się celem pielgrzymek zachodnich pątników, a monastyry i świątynie na Bliskim Wschodzie były wspierane przez państwo. Rozwijało się rzemiosło i handel.
Chrześcijaństwo stopniowo zaczęło docierać i do Hippos. Nie znaleziono jednak śladów chrześcijańskiej obecności sięgających IV w. Grób pogański, niejakiego Hermesa, z okresu bizantyjskiego znaleziono po zewnętrznej stronie murów miejskich. Świadczy to o relatywnie długiej żywotności pogańskiej populacji w Susicie.
Hippos stało się siedzibą biskupa najpóźniej w 359. Biskup Piotr z Hippos wymieniany jest w liście biorących udział w synodach kościelnych w 359 i 362. Jak do tej pory odnaleziono cztery bizantyjskie kościoły w obrębie murów miejskich.
Do upadku chrześcijańskiego Hippos przyczyniły się najazd wojsk perskich na Ziemię Świętą w 614 oraz ekspansja islamu w VII w.

### Okres umajjadzki i dominacji arabskiej
Omajjadzi zaczęli podbijać Palestynę na początku VII w. Zaraz potem zaznaczyła się powolna ekspansja islamu. Arabowie początkowo pozwalali ludności praktykowanie starej religii. O ostatecznym upadku Hippos zadecydowało trzęsienie ziemi z 18 stycznia 748. Miasto zostało całkowicie opuszczone.

## Wykopaliska

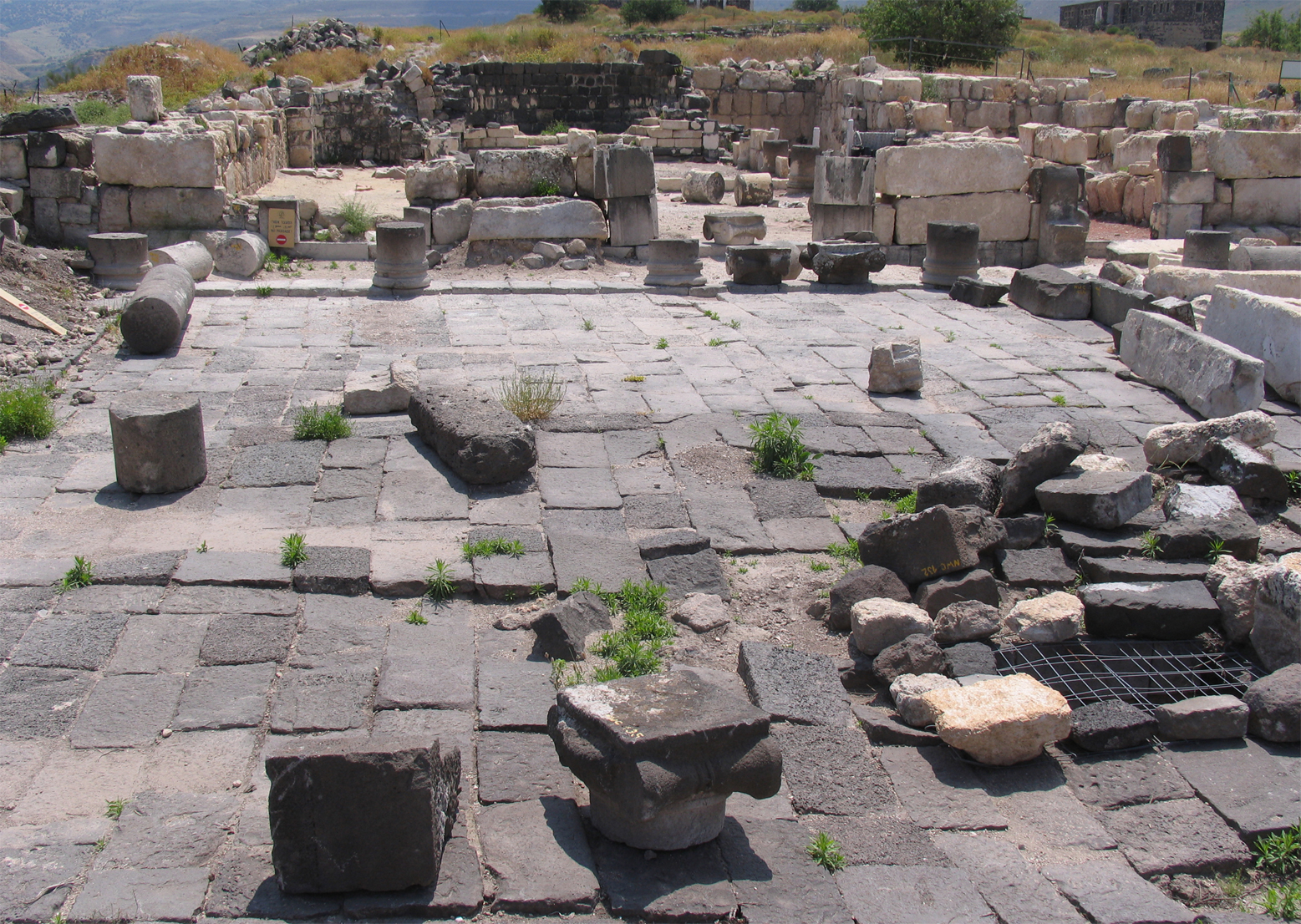
Atrium kościoła odkrytego przez polskich archeologów

W czasach nowożytnych jako pierwszy przeprowadził sondaże na Hippos niemiecki podróżnik Gottlieb Schumacher w 1885. Niepoprawnie zidentyfikował on ruiny jako Gamlę.
Pierwsze systematyczne prace wykopaliskowe przeprowadziła izraelska archeolog Claire Epstein w latach 1951–1955. Odkopała duży bizantyjski kościół, który najprawdopodobniej był siedzibą biskupa Hippos. Po tych pierwszych kampaniach wojsko izraelskie traktowały Susitę jako punkt obronny. Hippos było miejscem ostrzału Wzgórz Golan w czasie wojny sześciodniowej w 1967.
Kolejne wykopaliska rozpoczęto w 2000 (Arthur Segal z izraelskiego Uniwersytetu w Hajfy, Zinman Institute of Archaeological Research). Żydowscy archeolodzy przy współpracy z polskimi kolegami (Jolanta Młynarczyk z Zakładu Archeologii Śródziemnomorskiej PAN oraz Mariusz Burdajewicz z Muzeum Narodowego) skupili się na sześciu ważniejszych strefach starożytnego miasta: forum, świątyni ku czci imperatora, dużej hellenistycznej świątyni, rzymskim bramom, dwóm bizantyjskim kościołom. Hellenistyczna świątynia, poświęcona najprawdopodobniej Zeusowi Arotezjosowi, została w okresie bizantyjskim zburzona, a na jej miejscu, podobnie jak to miało miejsce w innych starożytnych miastach, np. w Rzymie (Bazylika św. Klemensa), postawiono kościół chrześcijański.

## Hippos w Nowym Testamencie

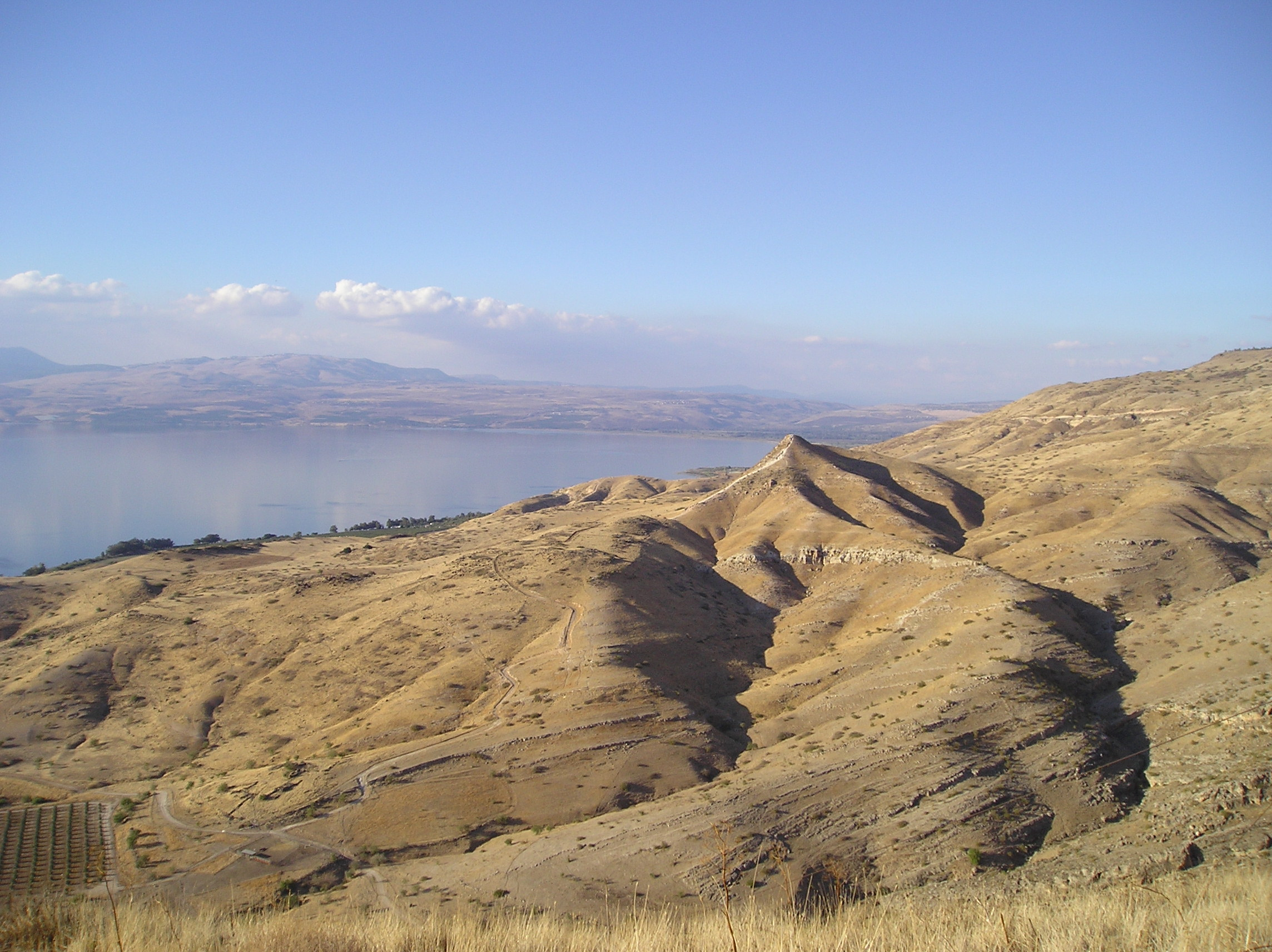
Widok z Hippos w kierunku Kafarnaum i Górnej Galilei

Niektórzy egzegeci identyfikują miasto położone na górze, o którym mówi Jezus w jednej ze swych przypowieści o Królestwie Bożym, z Hippos. Galilejskie przepowiadanie Jezusa, które zostało przez ewangelistów utrwalone w Ewangeliach, rozegrało się na brzegu Jeziora Tyberiadzkiego, w okolicach Kafarnaum i Tabgi. Hippos leży dokładnie po drugiej stronie jeziora. Światła miasta musiały być doskonale widoczne od strony Kafarnum i Góry Błogosławieństw. Wydaje się być wysoce prawdopodobne, iż Chrystus mógł mieć na myśli Hippos, głosząc swe Kazanie na górze (por. Mt 5,15).
Również cud uzdrowienia opętanego jest przez niektórych biblistów lokalizowany w okolicy Hippos (por. kraj Gerazeńczyków w Mk 5,1-20 oraz Łk 8,26-39).